# فاليري كاربن

## النشأة
في يوم من أيام شتاء سنة 1969 وبالتحديد في مدينة تالين التي تقع في جمهورية إستونيا السوفيتية السابقة شهدت مولد أحد أهم لاعبي كرة القدم في الاتحاد السوفيتي سابقاً. فاليري كاربن الذي أصبح لاحقاً أحد أشهر اللاعبين الروس بعد التفكك الاتحاد السوفيتي سنة 1992 وبعيداً عن السياسة كان كاربن قد نشأ في محيط هادئ ومجتمع مسالم فقد ترعرع مع أسرته في مدينة تالين وكانت بدايته مع كرة القدم في أحد الأندية الصغيرة والتي تشارك في دورات الضواحي ومنافسات المناطق المحلية. حبه لكرة القدم ومداعبته لها منذ الصغر وكما هي الحال مع جل لاعبين كرة القدم الكبار وقع كاربن أول عقد احترافي في مشواره الكروي في سن مبكرة وكان ذلك في سنة 1986 وكان من الطبيعي أن يكون ناديه الأول هو نادي المدينة والذي كان يسمى بتالين سبورت لتبدأ مسيرة لاعب كرة قدم.

## البداية
كانت البداية وبعمر 17 سنة هي الأفضل لأي لاعب كرة قدم يتمنى شق طريقه نحو النجومية فكانت مشاركاته الأولى مع فريقه تالين سبورت قوية وبارزة فبالرغم من ضعف الفريق ومحدودية إمكانياته في الدوري السوفيتي إلا أن كاربن برز واثبت وجوده من بين النجوم الشباب. ولم يلبث طويلاً حتى تقدم اللاعب الأشقر إلى الأمام وبالتحديد بعد موسم واحد فقط شد كاربن الرحال لأول مرة عن مدينته ليبدأ الاحتراف الحقيقي بعد أن وقع موسم 1987 / 1988 مع نادي سسكا موسكو الروسي. كانت تلك خطوه هائلة وكبيرة لكاربن فسسكا موسكو يعتبر أحد أهم أندية روسيا وأكبرها ودائما ما يكون مصدر النجوم وصاقل لمواهبهم فكان لكاربن ما أراد وهو اللعب مع أحد الأندية الكبيرة إلا أنه ولصغر سنه لم يستطع المشاركة إلا في ثلاث مباريات ما جعلته على لائحة اللاعبين المغادرين بمحض إرادته ولأنه لاعب يثق بقدراته كلاعب أساسي حتى وهو في بداياته الكروية. وفي سنة 1989 وقع اللاعب مع نادي فاكيل فيرونيتش والذي كان أحد أندية المقدمة في الاتحاد السوفيتي سابقاً وشارك معهم في أغلب مباريات الدوري كلاعب أساسي وكصانع العاب بارز في الفريق ما أعاد إليه لفت الأنظار وهذه المرة من النادي الأكبر والأعرق في روسيا وهو نادي سبارتاك موسكو.
بعد عدة تنقلات وبعد شد الرحال من هنا وهناك استقر كاربن أخيراً في نادي سبارتاك موسكو وكانت البداية في موسم 1990 / 1991 واستمر مع فريق العاصمة الأول حتى عام 1993 / 1994 والتي من خلالها حقق العديد من البطولات المحلية مع النادي الروسي أبرزها الدوري الروسي لثلاث مواسم متتالية. لتكون تلك المحطة هي الأخيرة له في روسيا والاتحاد السوفيتي وليبدأ بعدها الاحتراف الخارجي والانتقال إلى أحد أهم الدوريات في أوروبا وهي بطولة دوري الدرجة الأولى الإسباني.

## التألق
في موسم 1994 / 1995 وبعد أن أصبح اسم كاربن متداول بين الفرق الأوروبية كموهبة جديدة على الساحة الكروية كسب نادي ريال سوسيداد الإسباني عقد اللاعب الروسي ووقع معه لتكون وجهته الخارجية الأولى وبالطبع الأخيرة هي بطولة دوري الدرجة الأولى الإسباني. كانت البداية مذهله لكاربن والذي فجر وقتها طاقاته وموهبته في ملاعب إسبانيا وسرعان ما أصبح أهم لاعب في ريال سوسيداد وصانع ألعابه المميز فكان مثالاً للاعب المحترف في الملعب وخارجه وكان أول موسمين له في إسبانيا من أفضل المواسم في مسيرته الكروية صحيح انه لم يحقق الانجازات والبطولات لكنه حقق لنفسه وصنع لنفسه اسم كبير في كره القدم الإسبانية.
وكما تعود اللاعب الأشقر وبعد مرور موسمين مع ريال سوسيداد جدد اللاعب الروسي العهد مع التقدم والاحتراف وكانت هذه المرة مع فريق فالنسيا. ففي موسم 1996 / 1997 انتقل كاربن إلى نادي فالنسيا الذي كان متخم بالنجوم وقتها فكان عليه العمل بجهد أكبر ونشاط أكثر للفوز بالمركز الأساسي في فريق الخفافيش. ورغم تواجد النجوم فقد خطف كاربن مركزه كأساسي في الفريق ولم يغب عن مباريات الفريق في بطولة الدوري سوى في ثلاث مباريات لكن ورغم ذلك لم يبق طويلاً في الميستايا وكان موسمه الوحيد مع فالنسيا ورغم نجاحه نسبيا إلا انه غادره في نهاية المطاف إلى نادي آخر ومحطة أخرى.
ترحال كاربن لم يتوقف لكنه استقر طويلاً هذه المرة وكانت أطول فترة بقائه في فريق واحد هي تلك التجربة الرائعة مع نادي سيلتا فيغو الأسباني. في بداية موسم 1997 / 1998 انتقل كاربن إلى سيلتا فيغو قادماً من نادي فالنسيا لكنه ورغم تراجعه خطوة إلى الوراء نظرا لإمكانيات نادي سيلتا فيغو مقارنة بنادي فالنسيا وقدراته إلا أنه كانت خطوات إلى الأمام في مسيرته فكان الاستقرار هو المطلب الأول للاعب الروسي وكان له ذلك مع الفريق السماوي. قضى كاربن خمسة مواسم مع سيلتا فيغو كانت أقل ما يقال عنها بأنها رائعة حقق من خلالها الكثير من الانتصارات وبرز في العديد من المباريات الكبيرة. كان كاربن الاسم البارز والمعشوق الأول في مدينة فيغو خطف القلوب قبل أن يخطف الأنظار وكانت جماهير سيلتا فيغو تتغنى باسمه في المباريات وكأنه اللاعب الوحيد في الفريق.
شارك كاربن مع سيلتا فيغو في العديد من البطولات كانت أبرزها كأس الاتحاد الأوروبي والتي كاد أن يصل إلى النهائي لولا هزيمة الفريق في آخر مواجهاته أيضا كانت مشاركاته مع سيلتا فيغو في كأس إسبانيا ناجحة حيث وصل إلى النهائي وكان قاب قوسين أو أدنى من تحقيق اللقب إلا أنه خسر في النهائي عام 2001 من إسبانيول بنتيجة 1/ 0. وكان موسم 2001 / 2002 هو الموسم الأخير لكاربن مع سيلتا فيغو لينتقل بعدها من الفريق والذي كما أردفت بأنه الأكثر استقراراً في مشواره الكروي.
في عمر 33 سنة كانت تلك المحطة والرحلة هي الأخيرة لكاربن في مشواره الكروي وهو على يقين بأنه تقدم بالعمر ووصل إلى مرحله نهاية المسيرة. فكان قراره في العودة إلى نادي ريال سوسيداد صائباً وحكيما ففضلاً عن معرفته للنادي ومعرفه النادي وجماهيره به كلاعب بارز في الفريق سابقاً كان نادي ريال سوسيداد يعيش أوج عطائه وقمة مستوياته منذ ما يقارب العشرين عاماً. وبداية في موسم 2002 / 2003 أي بعد عودته من المشاركة في كأس العالم مع منتخب روسيا انتقل كاربن إلى ريال سوسيداد ليقود الفريق بجانب اللاعب التركي الشاب وقتها نهاد قهوجي والهداف الصربي داركو كوفاسيفيتش ولاعب خط الوسط المميز شابي ألونسو. كان الفريق يشكل قوة هائلة في بطولة الدوري ورغم النجوم المتواجدين في الفريق إلا أنه لم يتوقع أحداً بأنه سيكون المنافس الأول على بطولة الدوري منذ بدايته حتى أخر جولة.
كان موسم ممتاز للجميع في إقليم الباسك ورغم خسارة الدوري وفي آخر جولة وبفارق نقطتين أمام فريق ريال مدريد إلا أن الأفراح عمت في صفوف الفريق وبين جماهيره احتفالاً بما قدمه لاعبوا ريال سوسيداد بقياده كاربن في بطولة الدوري وتحقيقهم المركز الثاني من بعد ريال مدريد وأمام برشلونة وفالنسيا والأندية المنافسة. كان الموسم الرائع هو الانعكاس الحقيقي لمشوار كاربن وموهبته لكنه وفي الموسم الذي يليه 2003/2004 لم يكن لكاربن وزملائه سوى نيل الشرف في المشاركة الأغلى في دوري أبطال أوروبا وكان الدور الثمن النهائي هو ابعد ما كان يمكن أن يحققه الفريق والذي بعد ذلك شهد العديد من الانتقالات لأبرز لاعبيه لكن لم يكن لكاربن من بينهم.
وأخيراً وفي موسم 2004 / 2005 كان هو الموسم الأخير للاعب الروسي فاليري كاربن مع كرة القدم قبل الاعتزال نهائياً. فكان موسم عادي جدا للاعب بلغ من العمر 35 سنة لكنه كان لا يزال يمتلك اللمسات السحرية والأهداف الصاروخية وكانت ابرز تلك المباريات التي لعبها في آخر مواسمه هي مباراة ريال مدريد بمواجهة فريقه في ملعب سانتياغو بيرنابيو عندما حقق الفوز الكبير على الفريق الملكي برباعية كان نصيب كاربن منها هدفين لتنتهي مسيرته في ملاعب كرة القدم التي بدأها في روسيا وأنهاها في إسبانيا ورغم عدم تحقيقه للكثير من البطولات إلا انه حقق الشعبية الكبيرة التي كانت ولا زالت تتذكر اسم اللاعب الروسي فاليري كاربن.

## المسيرة الدولية
كاربن كان أحد أهم عناصر الفريق الوطني الروسي وبدأ معه في سن مبكرة وكانت أولى مبارياته سنة 1992 عندما كان يبلغ من العمر 23 سنة واستمر مع المنتخب الروسي لمدة 11 سنة شارك خلالها في العديد من المباريات والبطولات كانت أبرزها المشاركة في كأس العالم 1994 في الولايات المتحدة الأمريكية وكأس العالم 2002 في كوريا الجنوبية واليابان وأيضا شارك في بطولة كأس الأمم الأوروبية 1996 التي أقيمت في إنجلترا وكانت آخر مبارياته مع روسيا في سنة 2003 ليعتزل اللعب الدولي بعد مشوار حافل بالمشاركات المهمة.

## الإنجازات الجماعية
- الدوري الروسي مع فريق سبارتاك موسكو 1992 - 1993 - 1994
- كأس روسيا مع فريق سبارتاك موسكو 1992

## روابط خارجية
- فاليري كاربن على موقع الاتحاد الدولي (مؤرشف)  (الإنجليزية)
- فاليري كاربن على موقع قاعدة بيانات كرة القدم.إي يو (الإنجليزية)
- فاليري كاربن على موقع ناشيونال فوتبول تيمز (الإنجليزية)
- فاليري كاربن على موقع Soccerbase.com (مدرب) (الإنجليزية)
- فاليري كاربن على موقع Soccerway.com (الإنجليزية)
- فاليري كاربن على موقع عالم كرة القدم.نت (الإنجليزية)